# Андрија Деак
Андрија Деак (Сигет, 9. мај 1889 — Београд, 6. мај 1980) био је лекар, књижевник, учесник Народноослободилачке борбе и генерал-мајор ЈНА.

## Биографија
Студирао је медицину у Будимпешти и Бечу, где је дипломирао 1915. Учествовао је у мађарској револуцији 1919, потом емигрирао у Беч. Године 1920. емигрирао је у краљевину Југославију и постао лекар у осјечкој болници.
Од 1921. године радио је као војни лекар у Пожеги, Славонском Броду, Нишу, Приштини и Новом Саду.
Ухапшен је током рације у Новом Саду и осуђен на смрт, али успева да побегне и настањује се у Печују. Интерниран је у Дебрецину, а затим укрцан у воз за логор смрти у Немачкој, али га спасавају напредујуће совјетске трупе.
Прикључио се НОВЈ током 1944. Обављао је дужности шефа заразног одељења Војне болнице Главног штаба Војводине, управника Санитетске официрске школе и помоћника управника Војномедицинске академије. Поред лекарског посла, писао је чланке, романе и позоришне комаде на српском, мађарском и немачком језику, који су објављивани у земљи и иностранству.
По завршетку рата прелази у Панчево, а затим у Београд, где је био шеф катедре и наставник на ВМА. Пензионисан је као генерал-мајор 1956. године.
Унапређен је у чин генерал-мајора ЈНА. Године 1979. одликован је Орденом за учешће у мађарској револуцији 1919.
Био је председник Јеврејске општине у Београду.

## Дела
- Гладне жене
- др Љубица Петровић. Дневник једне докторке (1933)
- Непогрешиви (Београд, 1955),
- Под жутом траком (Нови Сад, 1953)
- Нове јеврејске легенде (1957)
- Писма са југа (1958)
- Експонат 4399
- Razzia in Novi Sad (Цирих, 1967).